# Pointe Coin à nous
La pointe Coin à nous est un cap de Guadeloupe.

## Géographie

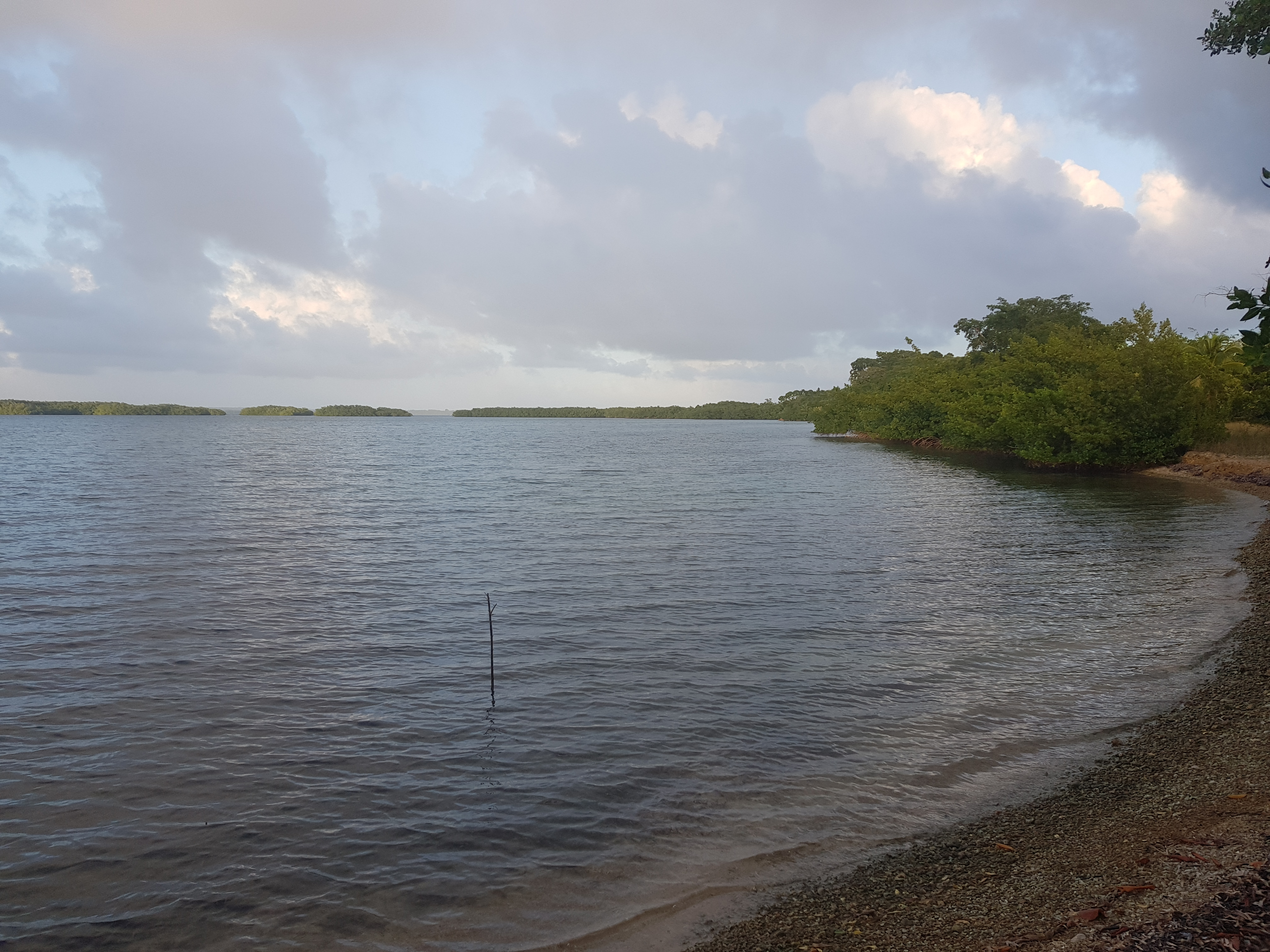
Vue à partir de la pointe Coin à nous sur l'anse Babin

Il se situe à l'ouest de la plage de Babin et de la pointe Geffrier, face à l'îlet Macou, dans le Grand Cul-de-sac marin. 
La pointe est composée d'un mixte de terre argileuse et de mangrove. Elle est connue comme air de reproduction des goélands et des canards.